# Canada aux Jeux paralympiques d'été de 2024
Le Canada participe aux Jeux paralympiques d'été de 2024 à Paris. Il est représenté par 126 athlètes, qui ont pris part à dix-huit des vingt-deux catégories sportives. Il s'agit de la 15e participation du Canada aux Jeux paralympiques d'été.
Kate O'Brien obtient la première médaille du Canada, le 29 août 2024 en cyclisme. Nicholas Bennett obtient la première médaille d'or du Canada au jour 5 de la compétition, le 2 septembre 2024.
Le Canada s'est placé en 12e place avec une récolte de 29 médailles: dix d'or, neuf d'argent et dix de bronze. Au total, c'est la meilleure récolte du Canada depuis les Jeux paralympiques de Londres en 2012 et le meilleur résultat au niveau des médailles d'or depuis les Jeux paralympiques de Pékin en 2008.

## Délégation
La délégation canadienne se compose de 336 personnes: 126 athlètes, 117 entraîneurs ainsi que 93 membres du personnel de soutien des ONS (organismes nationaux de sport) et du Comité paralympique canadien.
Quant aux athlètes, 69 sont des femmes, 56 des hommes et 1 athlète utilise le pronom iel. Le Canada peut compter sur des représentants de neuf provinces : Ontario (45), Québec (21), Colombie-Britannique (21), Alberta (18), Saskatchewan (10), Nouveau-Brunswick (5), Manitoba (2), Île-du-Prince-Édouard (1), Terre-Neuve-et-Labrador (1) et deux athlètes originaires de l'étranger.
Ruth Sylvie Morel, escrimeuse en fauteuil roulant, la paralympienne la plus âgée de la délégation du Canada fête ses 68 ans durant les Jeux. Il en va de même pour le plus jeune qui célèbre ses 17 ans durant les Jeux, Reid Maxwell en natation.
Certains membres de la délégation en sont à leurs sixièmes Jeux paralympiques : Pat Anderson (basketball), Brent Lakatos (para-athlétisme), Cindy Ouellet (quatre éditions en basketball et une en ski paranordique) et Mike Whitehead (rugby). D'autres à leur cinquième participation : Amy Burk (goalball), Bo Hedges (basketball), Trevor Hirschfield (rugby), Travis Murao (rugby) et Katarina Roxon (paranatation).

### Nombre d’athlètes qualifiés par sport
Voici la liste des qualifiés et sélectionnés par sport :
| Sport           | Hommes       | Femmes       | Total |
| --------------- | ------------ | ------------ | ----- |
| Athlétisme      | 10           | 10           | 20    |
| Aviron          | 1            | 0            | 1     |
| Badminton       | 0            | 1            | 1     |
| Basket-ball     | 12           | 12           | 24    |
| Boccia          | 3            | 1            | 4     |
| Canoë           | 1            | 2            | 3     |
| Cyclisme        | 4            | 3            | 7     |
| Dynamophilie    | Non qualifié | Non qualifié | 0     |
| Équitation      | 1            | 2            | 3     |
| Escrime         | 1            | 2            | 3     |
| Football à 5    | Non qualifié | Non qualifié | 0     |
| Goalball        | 0            | 6            | 6     |
| Judo            | 0            | 1            | 1     |
| Natation        | 7            | 15           | 22    |
| Rugby           | 12           | 0            | 12    |
| Taekwondo       | Non qualifié | Non qualifié | 0     |
| Tennis          | 1            | 0            | 1     |
| Tennis de table | 1            | 0            | 1     |
| Tir             | Non qualifié | Non qualifié | 0     |
| Tir à l'arc     | 1            | 0            | 1     |
| Triathlon       | 1            | 2            | 3     |
| Volley-ball     | 0            | 12           | 12    |
| Total           | 66           | 67           | 126   |

## Bilan général
| Sport        | Médaille d'or, Jeux paralympiques | Médaille d'argent, Jeux paralympiques | Médaille de bronze, Jeux paralympiques | Total |
| Athlétisme   | 5                                 | 3                                     | 1                                      | 9     |
| Canoë-sprint | 1                                 | 0                                     | 1                                      | 1     |
| Cyclisme     | 0                                 | 1                                     | 3                                      | 4     |
| Natation     | 5                                 | 4                                     | 4                                      | 13    |
| Triathlon    | 0                                 | 0                                     | 1                                      | 1     |
| Volley-ball  | 0                                 | 0                                     | 1                                      | 1     |
| Total        | 10                                | 8                                     | 8                                      | 29    |

| Médailles par jour | Médailles par jour                | Médailles par jour                    | Médailles par jour                     | Médailles par jour |
| ------------------ | --------------------------------- | ------------------------------------- | -------------------------------------- | ------------------ |
| Jour               | Médaille d'or, Jeux paralympiques | Médaille d'argent, Jeux paralympiques | Médaille de bronze, Jeux paralympiques | Total              |
| 28 août            |                                   |                                       | 1                                      | 1                  |
| 29 août            |                                   |                                       | 1                                      | 1                  |
| 30 août            |                                   |                                       | 2                                      | 2                  |
| 31 août            |                                   | 2                                     |                                        | 2                  |
| 1er septembre      |                                   | 2                                     |                                        | 2                  |
| 2 septembre        | 1                                 |                                       | 2                                      | 3                  |
| 3 septembre        | 1                                 |                                       | 1                                      | 2                  |
| 4 septembre        | 2                                 | 2                                     |                                        | 4                  |
| 5 septembre        | 2                                 |                                       | 1                                      | 3                  |
| 6 septembre        | 2                                 | 1                                     |                                        | 3                  |
| 7 septembre        | 2                                 | 2                                     | 2                                      | 6                  |
| 8 septembre        |                                   |                                       |                                        |                    |
| Total              | 10                                | 9                                     | 10                                     | 29                 |

### Athlètes ayant récolté plus d'une médaille
| Athlète          | Sport      | Médaille d'or, Jeux paralympiques | Médaille d'argent, Jeux paralympiques | Médaille de bronze, Jeux paralympiques | Total |
| ---------------- | ---------- | --------------------------------- | ------------------------------------- | -------------------------------------- | ----- |
| Cody Fournie     | Athlétisme | 2                                 | 0                                     | 0                                      | 2     |
| Brent Lakatos    | Athlétisme | 1                                 | 1                                     | 0                                      | 2     |
| Austin Smeenk    | Athlétisme | 1                                 | 0                                     | 1                                      | 2     |
| Nicholas Bennett | Natation   | 2                                 | 1                                     | 0                                      | 3     |
| Aurélie Rivard   | Natation   | 1                                 | 1                                     | 1                                      | 3     |
| Tess Routliffe   | Natation   | 0                                 | 1                                     | 1                                      | 2     |

## Participants

### Canoë
- Brianna Hennessy
- Erica Scarff
- Mathieu St-Pierre

### Cyclisme
- Nathan Clement
- Alexandre Hayward
- Charles Moreau
- Kate O'Brien
- Melissa Pemble
- Michael Sametz
- Keely Shaw

### Équitation
- Jody Schloss
- Roberta Sheffield
- Austen Burns

### Escrime
- Trinity Lowthian
- Sylvie Morel
- Ryan Rousell

### Goalball
- Brieann Baldock
- Whitney Bogart
- Amy Burk
- Meghan Mahon
- Emma Reinke
- Maryam Salehizadeh

### Natation
- Nicholas Bennett
- Katie Cosgriffe
- Danielle Dorris
- Sabrina Duchesne
- Alec Elliot
- Nikita Ens
- Arianna Hunsicker
- Mary Jibb
- Fernando Lu
- Sebastian Massabie
- Reid Maxwell
- Shelby Newkirk
- Hannah Ouellette
- Clémence Paré
- Aurélie Rivard
- Katarina Roxon
- Tess Routliffe
- Abi Tripp
- Nicolas-Guy Turbide
- Philippe Vachon
- Emma Grace Van Dyk
- Aly Van Wyck-Smart

### Rugby
- Cody Caldwell
- Patrice Dagenais
- Matt Debly
- Joel Ewert
- Byron Green
- Trevor Hirschfield
- Rio Kanda Kovac
- Anthony Létourneau
- Zak Madell
- Travis Murao
- Eric Rodrigues
- Mike Whitehead

### Tennis
- Rob Shaw

### Tennis de table
- Peter Isherwood

### Tir à l'arc
- Kyle Tremblay

### Triathlon
- Leanne Taylor
- Kamylle Frenette
- Stefan Daniel

### Volley-ball
- Angelena Dolezar
- Danielle Ellis
- Anne Fergusson
- Julie Kozun
- Allison Lang
- Jennifer McCreesh
- Sarah Melenka
- Jennifer Oakes
- Heidi Peters
- Felicia Voss-Shafiq
- Jolan Wong
- Katelyn Wright

## Médailles

### Médailles d’or
| Sport        | Discipline                  | Athlète(s)         | Performance   | Date        |
| ------------ | --------------------------- | ------------------ | ------------- | ----------- |
| . Athlétisme | 100 m T51 hommes            | Cody Fournie       | 19 s 63       | 6 septembre |
| . Athlétisme | 200 m T51 hommes            | Cody Fournie       | 37 s 64       | 3 septembre |
| . Athlétisme | Lancer du poids hommes      | Greg Stewart       | 16 m 38       | 4 septembre |
| . Athlétisme | 800 m T53 hommes            | Brent Lakatos      | 1 min 37 s 32 | 5 septembre |
| . Athlétisme | 800 m T34 hommes            | Austin Smeenk      | 1 min 39 s 27 | 7 septembre |
| Natation     | 100 m brasse masculin SB14  | Nicholas Bennett   | 1 min 3 s 98  | 2 septembre |
| Natation     | 200 m nages SM14 hommes     | Nicholas Bennett   | 2 min 06 s 05 | 4 septembre |
| Natation     | 400 m nage libre S10 femmes | Aurélie Rivard     | 4 min 29 s 20 | 5 septembre |
| Natation     | 50 m nage libre             | Sebastian Massabie | 35 s 61       | 6 septembre |
| Natation     | 50 m papillon S7 femmes     | Danielle Dorris    | 33 s 62       | 7 septembre |

### Médailles d'argent
| Sport        | Discipline                   | Athlète          | Performance    | Date          |
| ------------ | ---------------------------- | ---------------- | -------------- | ------------- |
| . Athlétisme | 400 m T53 hommes             | Brent Lakatos    | 47 s 24        | 1er septembre |
| . Athlétisme | Lancer du disque F37 hommes  | Jesse Zesseu     | 53 m 24        | 6 septembre   |
| . Athlétisme | 1500 m T38 hommes            | Nate Riech       | 4 min 13 s 12  | 7 septembre   |
| Canoë-sprint | 200 m VL2 femmes             | Brianna Hennessy | 1 min 0 s 12   | 7 septembre   |
| Cyclisme     | Contre-la-montre T1-2 hommes | Nathan Clement   | 22 min 53 s 36 | 4 septembre   |
| Natation     | 200 m nage libre S14 hommes  | Nicholas Bennett | 1 min 53 s 61  | 31 août       |
| Natation     | 100 m nage libre S10 femmes  | Aurélie Rivard   | 1 min 0 s 82   | 1er septembre |
| Natation     | 200 m 4 nages SM7 femmes     | Tess Routliffe   | 2 min 57 s 17  | 31 août       |
| Natation     | 400 m nage libre S8 hommes   | Reid Maxwell     | 4 min 23 s 90  | 4 septembre   |

### Médailles de bronze
| Sport        | Discipline                         | Athlète | Performance            | Date        |
| ------------ | ---------------------------------- | --- | ---------------------- | ----------- |
| . Athlétisme | 100 m T34 hommes                   | Austin Smeenk | 15 s 19                | 2 septembre |
| Cyclisme     | Poursuite C4 femmes                | Keely Shaw | 3 min 46 s 942         | 30 août     |
| Cyclisme     | 500 m contre-la-montre C4-5 femmes | Kate O'Brien | 36 s 873               | 29 août     |
| Cyclisme     | Poursuite C3 hommes                | Alexandre Hayward | 3 min 24 s 865         | 30 août     |
| Natation     | 50 m style libre S10 femmes        | Aurélie Rivard | 27 s 62                | 28 août     |
| Natation     | 100 m papillon S10 femmes          | Katie Cosgriffe | 1 min 07 s 22          | 3 septembre |
| Natation     | 100 m brasse SB7 femmes            | Tess Routliffe | 1 min 31 s 51          | 5 septembre |
| Natation     | 100 m dos S6                       | Shelby Newkirk | 1 min 22 s 24          | 7 septembre |
| Triathlon    | Individuel PTWC femmes             | Leanne Taylor | 1 h 12 min 11 s        | 2 septembre |
| Volley-ball  | Tournoi femmes                     | Angelena Dolezar Danielle Ellis Anne Fergusson Julie Kozun Allison Lang Jennifer McCreesh Sarah Melenka Jennifer Oakes Heidi Peters Felicia Voss-Shafiq Jolan Wong Katelyn Wright | 3 - 0 contre le Brésil | 7 septembre |

## Résultats

### Athlétisme

#### Hommes
| Athlètes          | Épreuve     | Série          | Série       | Finale         | Finale                                 |
| Athlètes          | Épreuve     | Temps          | Rang        | Temps          | Rang                                   |
| ----------------- | ----------- | -------------- | ----------- | -------------- | -------------------------------------- |
| Anthony Bouchard  | 100 m T52   | 17 s 43        | 2e          | 17 s 55        | 4e                                     |
| Anthony Bouchard  | 400 m T52   | 51 s 39        | 1er         | 50 s 75        | 6e                                     |
| Austin Smeenk     | 100 m T34   | 15 s 38        | 1er         | 15 s 19        | Médaille de bronze, Jeux paralympiques |
| Austin Smeenk     | 800 m T34   | 1 min 44 s 91  | 2e          | 1 min 39 s 27  | Médaille d'or, Jeux paralympiques      |
| Brent Lakatos     | 400 m T53   | 49 s 04        | 1er         | 47 s 24        | Médaille d'argent, Jeux paralympiques  |
| Brent Lakatos     | 800 m T53   | Non disputé    | Non disputé | 1 min 37 s 32  | Médaille d'or, Jeux paralympiques      |
| Brent Lakatos     | 1 500 m T54 | 2 min 59 s 19  | 8e          | Éliminé        | Éliminé                                |
| Brent Lakatos     | 5 000 m T54 | 10 min 35 s 15 | 2e          | 10 min 56 s 73 | 7e                                     |
| Cody Fournie      | 100 m T51   | 15 s 32        | 4e          | 19 s 63        | Médaille d'or, Jeux paralympiques      |
| Cody Fournie      | 200 m T51   | 49 s 10        | 5e          | 37 s 64        | Médaille d'or, Jeux paralympiques      |
| Guillaume Ouellet | 5 000 m T13 | Non disputé    | Non disputé | 16 min 07 s 71 | 5e                                     |
| Nate Riech        | 1 500 m T38 | Non disputé    | Non disputé | 4 min 13 s 12  | Médaille d'argent, Jeux paralympiques  |
| Zachary Gingras   | 400 m T38   | Non disputé    | Non disputé | 50 s 63        | 5e                                     |

| Athlètes     | Épreuve              | Finale      | Finale                                |
| Athlètes     | Épreuve              | Performance | Rang                                  |
| ------------ | -------------------- | ----------- | ------------------------------------- |
| Greg Stewart | Lancer du poids F46  | 16,38 m     | Médaille d'or, Jeux paralympiques     |
| Jesse Zesseu | Saut en longueur T37 | 53,24 m     | Médaille d'argent, Jeux paralympiques |
| Noah Vucsics | Saut en longueur T20 | 7,15 m      | 5e                                    |

#### Femmes
| Athlètes                 | Épreuve     | Série         | Série       | Finale        | Finale  |
| Athlètes                 | Épreuve     | Temps         | Rang        | Temps         | Rang    |
| ------------------------ | ----------- | ------------- | ----------- | ------------- | ------- |
| Amanda Rummery           | 400 m T47   | 59 s 24       | 2e          | 58 s 02       | 5e      |
| Bianca Borgella          | 100 m T13   | 12 s 15       | 2e          | 25 s 11       | 8e      |
| Keegan Gaunt             | 400 m T13   | 1 min 03 s 16 | 6e          | Éliminé       | Éliminé |
| Keegan Gaunt             | 1 500 m T13 | Non disputé   | Non disputé | 4 min 51 s 33 | 8e      |
| Marissa Papaconstantinou | 100 m T64   | 13 s 24       | 5e          | 13 s 35       | 7e      |
| Marissa Papaconstantinou | 200 m T64   | 27 s 47       | 3e          | 27 s 30       | 4e      |
| Sheriauna Haase          | 100 m T47   | 12 s 47       | 3e          | 4 min 13 s 12 | 4e      |
| Sheriauna Haase          | 200 m T47   | 25 s 87       | 2e          | 50 s 63       | 6e      |

| Athlètes         | Épreuve               | Finale      | Finale |
| Athlètes         | Épreuve               | Performance | Rang   |
| ---------------- | --------------------- | ----------- | ------ |
| Ashlyn Renneberg | Lancer du javelot F13 | 30,93 m     | 7e     |
| Charlotte Bolton | Lancer de disque F41  | 28,53 m     | 6e     |
| Charlotte Bolton | Lancer du poids F41   | 7,92 m      | 10e    |
| Julia Hanes      | Lancer du javelot F34 | 15,34 m     | 8e     |
| Julia Hanes      | Lancer du poids F33   | 7,15 m      | 6e     |
| Katie Pegg       | Lancer du poids F46   | 10,72 m     | 7e     |
| Renee Foessel    | Lancer de disque F38  | 34,40 m     | 6e     |

### Aviron
| Athlète          | Événement        | Séries         | Séries | Repêchage      | Repêchage | Finale         | Finale |
| Athlète          | Événement        | Temps          | Rang   | Temps          | Rang      | Temps          | Rang   |
| ---------------- | ---------------- | -------------- | ------ | -------------- | --------- | -------------- | ------ |
| Jacob Wassermann | PR1 Skiff Hommes | 11 min 22 s 35 | 6e R   | 11 min 28 s 31 | 4e FB     | 11 min 58 s 90 | 9e     |

Légende: FB=Finale B (sans médaille); R=Repêchage

### Badminton
| Athlète     | Événement         | Poules préliminaires             | Poules préliminaires                       | Poules préliminaires                 | Poules préliminaires | Phases éliminatoires | Phases éliminatoires |
| Athlète     | Événement         | Score                            | Score                                      | Score                                | Rang                 | Temps                | Rang                 |
| ----------- | ----------------- | -------------------------------- | ------------------------------------------ | ------------------------------------ | -------------------- | -------------------- | -------------------- |
| Yuka Chokyu | Simple femmes WH1 | G. Hu (TPE) D 0-2 (12-21, 12-21) | D. Torres (BRA) D 1-2 (16-21, 21-15, 7-21) | S. Pookkham (THA) D 0-2 (3-21, 1-21) | = 10                 | Pas qualifiée        | Pas qualifiée        |

### Basket-ball
| Athlètes | Épreuve          | Phase de groupe       | Phase de groupe               | Phase de groupe          | Phase de groupe | Quart de finale          | Demi-finale / Classement 5-8 | Finale / MB / Classement 5-8 | Rang |
| Athlètes | Épreuve          | Adversaire Score      | Adversaire Score              | Adversaire Score         | Rang            | Adversaire Score         | Adversaire Score             | Adversaire Score             | Rang |
| --- | ---------------- | --------------------- | ----------------------------- | ------------------------ | --------------- | ------------------------ | ---------------------------- | ---------------------------- | ---- |
| Kady Dandeneau Sofia Fassi-Fehri Melanie Hawtin Desiree Isaac-Pictou Bethany Johnson Rosalie Lalonde Puisand Lai Tara Llanes Cindy Ouellet Tamara Steeves Élodie Tessier Arinn Young | Tournoi féminin  | Chine Défaite 65-70   | Grande-Bretagne Défaite 54-63 | Espagne Victoire 81-49   | 2e du gr. A     | Allemagne Victoire 71-53 | Pays-Bas Défaite 61-72       | Chine Défaite 43-65          | 4e   |
| Patrick Anderson Vincent Dallaire Reed De'Aeth Nik Goncin Bo Hedges Colin Higgins Chad Jassman Lee Melymick Tyler Miller Blaise Mutware Garrett Ostepchuk Jonathan Vermette          | Tournoi masculin | France Victoire 83-68 | Grande-Bretagne Défaite 58-88 | Allemagne Victoire 68-48 | 2e du gr. A     | Pays-Bas Victoire 79-67  | États-Unis Défaite 43-80     | Allemagne Défaite 62-75      | 4e   |

### Boccia
| Athlète         | Compétition    | Phase de poules     | Phase de poules     | Phase de poules      | Phase de poules | Quart de finale | Demi-finale | Finale  | Rang |
| Athlète         | Compétition    | Match 1             | Match 2             | Match 3              | Rang            | Quart de finale | Demi-finale | Finale  | Rang |
| --------------- | -------------- | ------------------- | ------------------- | -------------------- | --------------- | --------------- | ----------- | ------- | ---- |
| Danik Allard    | Individuel BC2 | Hirose Défaite 2-6  | Yudha Défaite 1-11  | Yang Défaite 0-9     | 4e du gr. D     | Éliminé         | Éliminé     | Éliminé | 23   |
| Iulian Ciobanu  | Individuel BC4 | Kolinko Défaite 1-6 | Rahman Victoire 6-4 | McGuire Victoire 4-2 | 3e du gr. C     | Éliminé         | Éliminé     | Éliminé | 9    |
| Lance Cryderman | Individuel BC1 | Ramos Défaite 2-6   | Luong Défaite 1-11  | -                    | 3e du gr. D     | Éliminé         | Éliminé     | Éliminé | 12   |

| Athlète       | Compétition    | Phase de poules    | Phase de poules   | Phase de poules      | Phase de poules | Quart de finale   | Demi-finale | Finale  | Rang |
| Athlète       | Compétition    | Match 1            | Match 2           | Match 3              | Rang            | Quart de finale   | Demi-finale | Finale  | Rang |
| ------------- | -------------- | ------------------ | ----------------- | -------------------- | --------------- | ----------------- | ----------- | ------- | ---- |
| Alison Levine | Individuel BC4 | Elfar Victoire 4-3 | Salim Défaite 2-3 | Konenko Victoire 5-3 | 2e du gr. B     | Chica Défaite 2-3 | Éliminé     | Éliminé | 5    |

| Athlètes                     | Compétition | Phase de poules    | Phase de poules      | Phase de poules | Quart de finale      | Demi-finale           | Finale                | Rang |
| Athlètes                     | Compétition | Match 1            | Match 2              | Rang            | Quart de finale      | Demi-finale           | Finale                | Rang |
| ---------------------------- | ----------- | ------------------ | -------------------- | --------------- | -------------------- | --------------------- | --------------------- | ---- |
| Iulian Ciobanu Alison Levine | Paires BC4  | Chine Victoire 8-5 | Croatie Victoire 6-4 | 1re du gr. A    | Ukraine Victoire 6-0 | Hong Kong Défaite 4-6 | Thaïlande Défaite 1-6 | 4    |

### Judo
| Athlète         | Événement         | Phases éliminatoires     | Phases éliminatoires  | Finale de bronze      | Finale de bronze |
| Athlète         | Événement         | Quarts de finale         | Demi-finales          | Temps                 | Rang             |
| --------------- | ----------------- | ------------------------ | --------------------- | --------------------- | ---------------- |
| Priscilla Gagné | Femmes -57 kgs J1 | L. da Silva (BRA) V 10-0 | S. Yijie (CHI) D 10-0 | P. Gomez (ARG) D 1-11 | 5e               |